# Zvonění

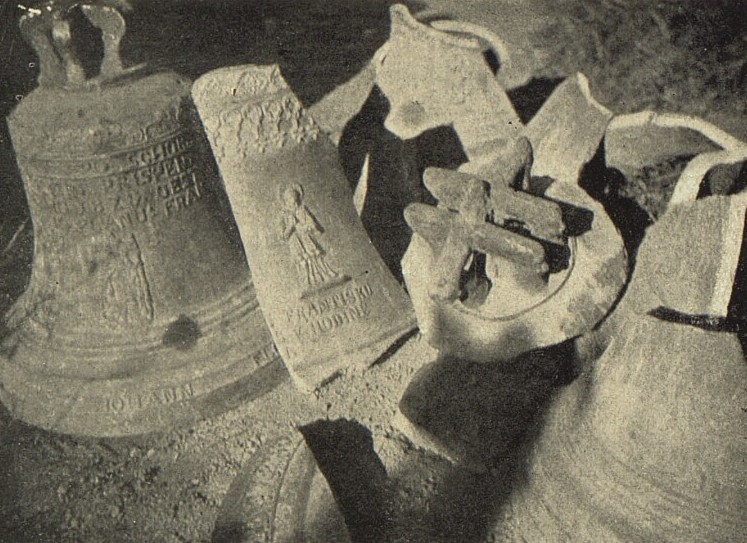
Rekvizice zvonů pro válečné účely znemožňovala jejich použití (Polná, 1916)

Užití zvonů ke zvonění je doloženo už od starověku, od 6. století byly zvony používány nejprve v klášterech, později na křesťanských zvonicích. Zvony byly a jsou tradičně používány k oznamování církevních událostí, jako je od roku 604 oznamování času k modlitbám. V moderní době připomíná zvuk zvonů i události nesouvisející s církevními obřady.

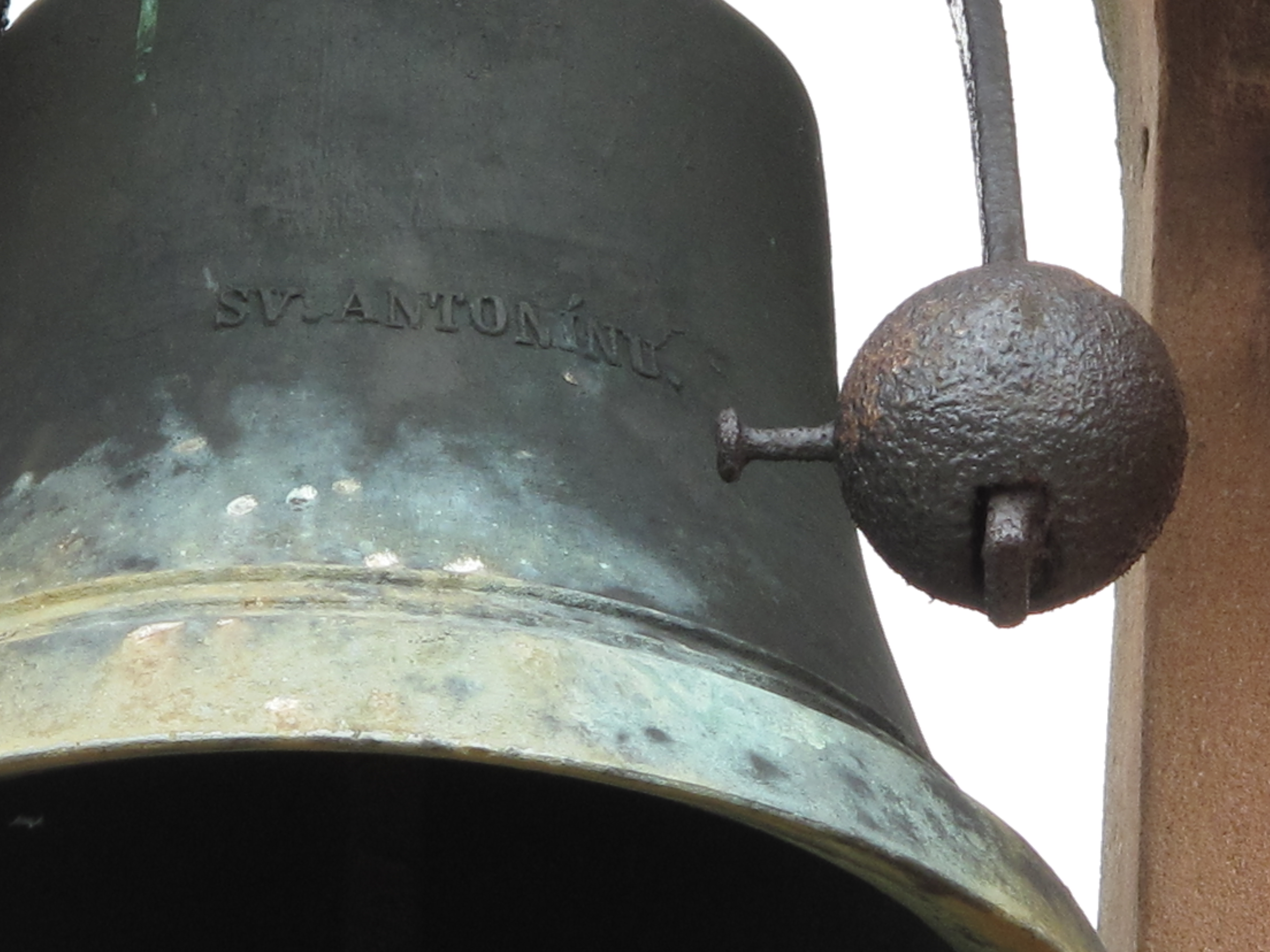
Zvonění kladivem

## Zvonění zvoucí k modlitbě
Modlitební zvonky jsou doloženy už od starověku například v Palestině, Číně, Egyptě, Řecku nebo Římské říši.  Papež sv. Sabinián vydal roku 604 nařízení o pravidelném zvonění k modlitbě, a to čtyřikrát za den a třikrát za noc. V této době byly ovšem zvony zatím především v klášterech, ale postupně byly používány i u kostelů, kde se staly běžnými asi v 10. století. Klášterními zvony nebylo nutné svolávat věřící z velké dálky, a proto nebyly kladeny vysoké nároky na tvar a s ním související kvalitu zvuku zvonů; rozšířením kostelních zvonů došlo k rozvoji zvonařského řemesla a technologických postupů.
Postupně se vyvinulo trojí kostelní vyzvánění, zvoucí k modlitbě, zvané Angelus Domini. V roce 1318 zavedl papež Jan XXII. večerní zvonění, od roku 1368 bylo ustanoveno též ranní, počátkem 15. století také zvonění k pátečnímu poledni; počínaje rokem 1472 ve Francii (po obléhání Bělehradu roku 1456 po celé západní církvi) vzniklo polední zvonění.

### Zapovězení používání zvonů
Některé církevní příkazy zvonění zapovídají – theatini smějí zvonit jen tehdy, pokud v klášteře není co jíst, zvonit se nesmí, pokud nad obcí leží interdikt, a především se nezvoní na Velikonoce. Po odeznění modlitby „Sláva na výsostech Bohu“ (Gloria in excelsis Deo) na Zelený čtvrtek zvony umlkají až do „Gloria“ na Bílou sobotu při vigilii Vzkříšení, neboť zvony „odlétají do Říma“ pro požehnání papeže. Tento zvyk byl zaveden církví už v dávné minulosti, kdy zvony ještě byly rozšířeny jen v klášterech, aby ve sváteční době svým zvukem nerušily rozjímání věřících.

## Zvonění k významným událostem
Zvonění v minulosti provázelo všechny důležité životní mezníky, jako jsou křty, svatby, úmrtí či pohřby. Za tato zvonění byly vybírány poplatky.
Zvony tradičně odzváněly významné události, jako ukončení války, korunovaci, vstup panovníka (následníka) do města či narození následníka trůnu.
I v současnosti se při některých významných událostech zvoní kostelními zvony.

## Zvonění ohlašující denní dobu
Zvony sloužily k určování času a denní doby. Zvon či odbíjení věžních hodin bylo až do 19. století nejspolehlivějším informátorem o ubíhajícím čase pro běžného člověka. Od obyčejného odzvánění hodin se zvonění rozvinulo do neobyčejné šíře. Odzvánělo se:
- denní doba – ráno, poledne, večer, půlnoc
- začátek a konec pracovní doby (později byly zvony nahrazeny sirénami, dodnes hlas zvonku ohlašuje např. začátek obchodování na newyorské burze)
- začátek a konec vyučování (školní zvonek se používá dodnes)
- uzavření a otevření městských bran
- začátek a konec trhu (tzv. zvonění „na frajd“ či „freiunk“)[9]
- začátek poprav a pranýřování

V adventní době oznamovalo zvonění „na pokoj“ dobu po šesté hodině večerní, kdy se věřící měli odebrat k odpočinku, aby  časně vstali na roráty.

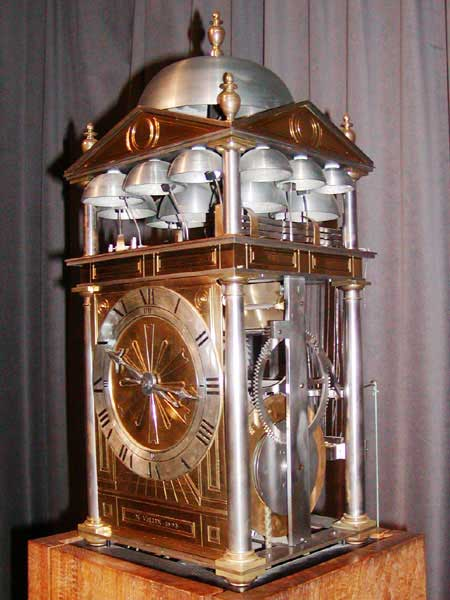
Hodiny se signální zvonkohrou

## Signální zvonění
Zvláštním zvoněním, tzv. šturmováním se varovalo především před požárem, případně před povodní či útokem nepřátel. Při něm zvoník bil srdcem pouze na jednu stranu zvonu.
Ve Volarech a Prachaticích, na prachatické Zlaté stezce, se soumarské zvonění užívalo v deset hodin večer, aby soumarské karavany mohly dojít do bezpečí města.
Funkci zvukového majáku mívaly také lodní zvony, při plavbě v přístavu či za snížené viditelnosti (vedle výstřelů z lodních děl, parních píšťal a elektrických či jiných houkaček). Sloužily také pro svolávání osádky (tj. posádky i cestujících).

## Kritika zvonění
Zvuky zvonů mohou rušit především noční klid. Proto se místně přistupuje k omezení hluku způsobeného zvony.
V Česku vznikají problémy zejména s vyzváněním před ranní pobožností. Ty mohou být řešeny dohodou s duchovním správce farnosti.

## Kravské zvonce

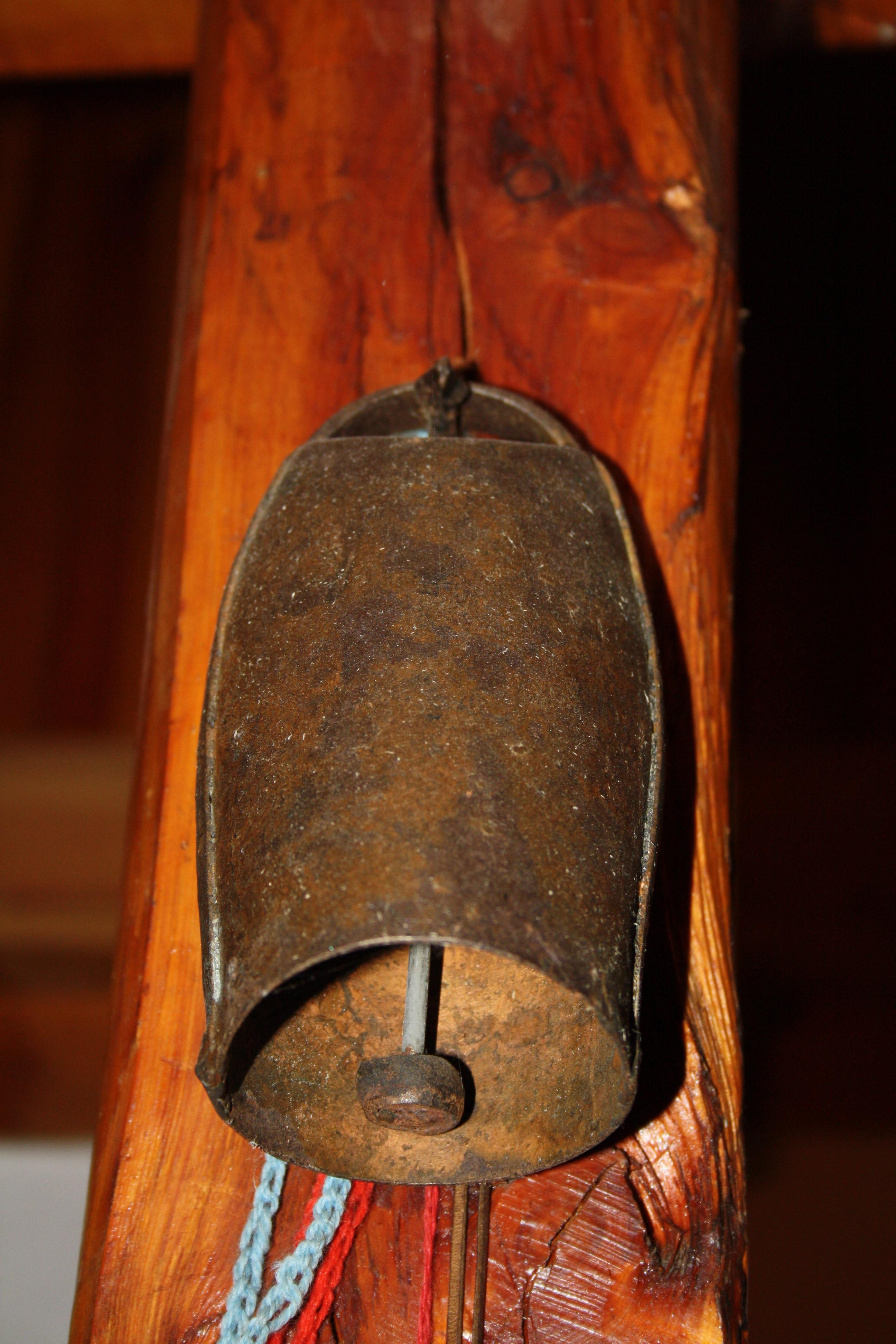
Kravský zvonec

Při chování skotu na volných pastvinách a v horských oblastech se na krk kravám připevňují zvonce, které usnadňují nalezení zatoulaného zvířete.